# Drake Hotel (Chicago)
Pour l’article homonyme, voir Drake Hotel (Philadelphie).
Le Drake Hotel est un hôtel de luxe situé à l’extrémité nord de Magnificent Mile dans le secteur communautaire de Near North Side à Chicago (Illinois, États-Unis).

## Situation et accès

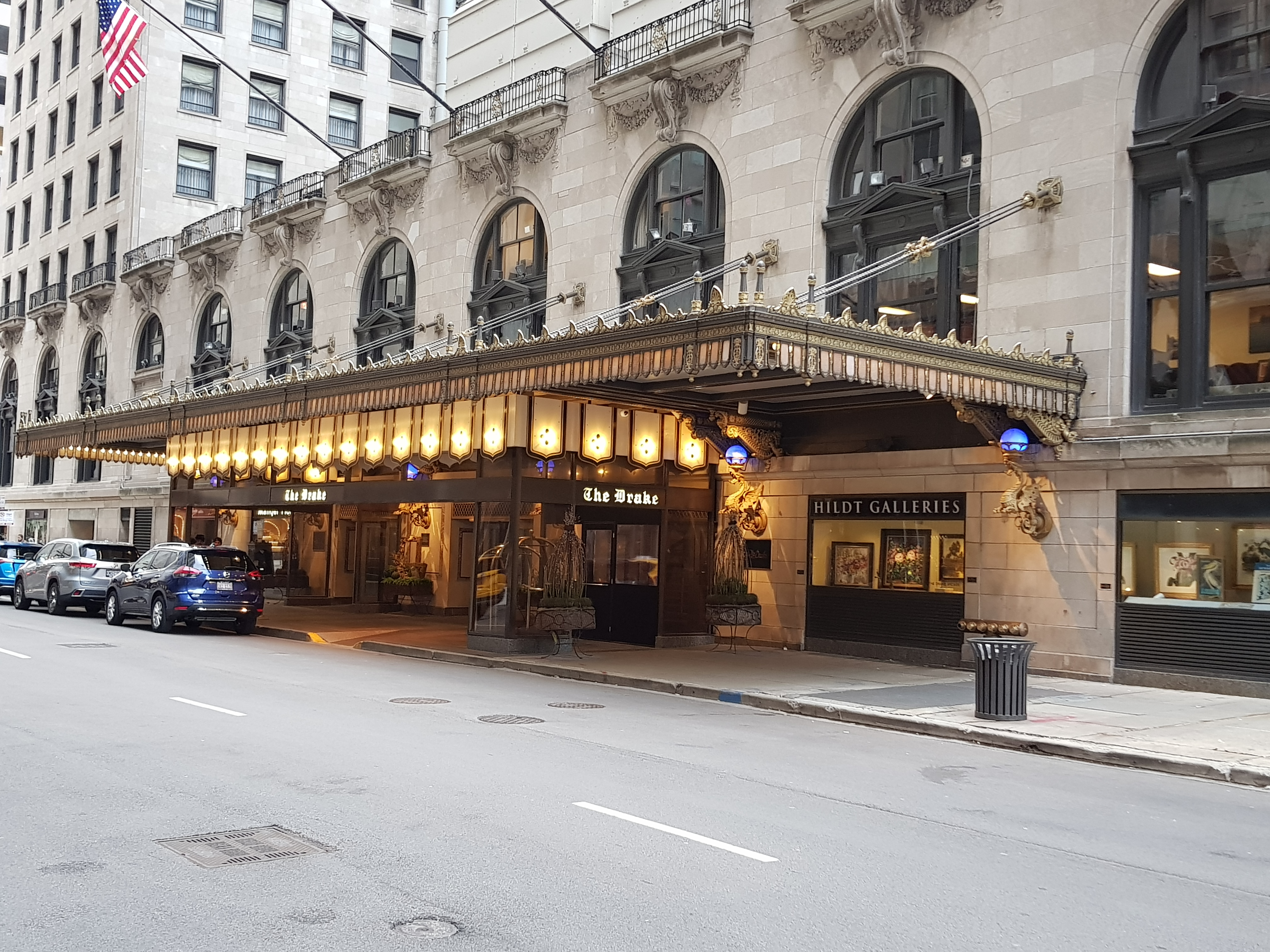
L'entrée de l'hôtel.

Le Drake Hotel est inclus dans les limites du quartier de East Lake Shore Drive District. Il se situe à l’angle sud-est de Michigan Avenue et de East Lake Shore Drive.

## Historique
L’hôtel, construit par l’architecte Benjamin Marshall, est inauguré le 31 décembre 1920. Il porte le nom de ses propriétaires de l’époque, les frères John et Tracy Drake.
Marshall, l'architecte, prend sa retraite en 1938 et, à peu près à la même époque, s’installe au 44e étage de l'hôtel, où il meurt dans sa suite le 19 juin 1944.
Contrairement à d’autres hôtels de la ville (Allerton Hotel, Blackstone Hotel, Palmer House Hotel...), le Drake Hotel ne figure pas sur la liste des Sites remarquables de Chicago. 
En 2016, l’hôtel est néanmoins accueilli au sein des Historic Hotels of America et des Historic Hotels Worldwide.